# 相思相愛ノート
『相思相愛ノート』（そうしそうあいノート）は、フクダーダによる日本の成人向け漫画作品。および、それを原作とする成人向けOVA。

## くちびる同級生
ストーリー
円は友人に合コンの数合わせとして呼び出される。だが、当の友人たちは相手を見つけたと言ってその場を去ってしまい、合コン会場に残っている男は、同じ学校の充だけだった。2人きりになった円と充は良い雰囲気になり、恋人への第一歩を踏み出したのであった。
登場人物
浅岡 円（あさおか まどか）
本編のヒロイン。合コンが大好きな今時の女子高生。サッカー部マネージャー。スタイル抜群で巨乳。
宮本 充（みやもと みつる）
本編の主人公。円の同級生。優しい性格をしたサッカー部員。

## 吸汗性マネージャー
ストーリー
サッカー部のマネージャーである新堂藍は、先輩の並河と恋人同士だった。練習後、並河と二人きりになった藍は、彼の匂いに発情して思わず押し倒してしまった。
登場人物
並河 仁史（なみかわ ひとし）
本編の主人公。サッカー部員。藍と交際していることを他の部員から茶化されている。
新堂 藍（しんどう あい）
本編のヒロイン。ロングの姫カットと口元にあるホクロが特徴。サッカー部マネージャー。円を凌ぐほどの巨乳。

## やわらかプールサイド
ストーリー
部室でつい転寝をしてしまった1年生の高瀬悠太は、夜の学校に1人取り残されてしまった。そして、学校を後にしようと部室を出た途端、なんと全裸でプールを泳ぐ部長の源川伊澄と出くわしてしまう。その後、源川から全裸で泳ぐようになった経緯を聞き、高瀬は「誰にも喋らない」と口約束を交わす。しかし、それだけでは納得しなかった源川は「保険をかけさせてくれ」と述べてきた。
登場人物
高瀬 悠太（たかせ ゆうた）
本編の主人公。水泳部1年生。大の巨乳好き。心根の優しい性格だが、ヘタレで流されやすい。
源川 伊澄（みながわ いずみ）
本編のヒロイン。水泳部2年生、部長。ガサツで男勝りな性格だが、非常にグラマラスでHカップの爆乳。

## 狩猟系ガールズ
ストーリー
円、友梨絵、菜摘の三人は、後輩の彰彦とゲームを楽しんでいた。だが、円はデートの約束があると言って去ってしまった。円に思いを寄せていた彰彦は、円に恋人がいたことを知って落ち込み、友梨絵と菜摘は慰めのつもりで彼をゲームセンターへ連れて行った。
登場人物
彰彦（あきひこ）
本編の主人公。先輩である円に想いを寄せいている。
中津 友梨絵（なかつ ゆりえ）
本編のヒロイン。お下げにしてあるスーパーロングヘアが特徴。童貞狩りが趣味。
倉持 菜摘（くらもち なつみ）
本編のもう1人のヒロイン。カールのかかったボブカットに眼鏡をかけている。とてつもない爆乳。

## 書誌情報
- 『相思相愛ノート』（コアマガジン、2008年1月21日発売[2]） ISBN 978-4-86252-295-5[3]
- 『相思相愛ノート ニサツメ』（コアマガジン、2011年5月19日発売[4]） ISBN 978-4-86436-068-5[5]

## OVA
『相思相愛ノート THE ANIMATION』のタイトルにて、ピンクパイナップルより全2巻が発売された。
- 相思相愛ノート THE ANIMATION Breast.1「セックスが嫌いな女の子はいません！」（2013年2月22日発売[6]）
- 相思相愛ノート THE ANIMATION Breast.2「おっぱい、おっぱい、おっぱい」（2013年5月31日発売[7]）

### スタッフ
- 原作 - フクダーダ （「相愛ノート」コアマガジン刊）
- プロデューサー - 織賀進
- 脚本 - 佐和山進一郎
- 監督 - 雷火剣
- 絵コンテ - どしだ友昭
- 演出 - 神原敏昭
- キャラクターデザイン・作画監督：本田P三
- 音響監督 - 神戸港一RX
- 製作 - ピンクパイナップル